# Нові Потулиці
Нові Потулиці (пол. Nowe Potulice) — село в Польщі, у гміні Ліпка Злотовського повіту Великопольського воєводства.
Населення — 150 осіб (2011).
У 1975-1998 роках село належало до Пільського воєводства.

## Демографія
Демографічна структура станом на 31 березня 2011 року:
|          | Загалом | Допрацездатний вік | Працездатний вік | Постпрацездатний вік |
| -------- | ------- | ------------------ | ---------------- | -------------------- |
| Чоловіки | 85      | 28                 | 49               | 8                    |
| Жінки    | 65      | 17                 | 35               | 13                   |
| Разом    | 150     | 45                 | 84               | 21                   |